# Лотц, Вальтер
Вальтер Лотц (нем. Walther Lotz; 21 марта 1861, Гера — 13 декабря 1941, Гейдельберг) — германский экономист и педагог.

## Биография
В 1883 году поступил в Лейпцигский университет изучать экономику, но спустя два года, в 1885 году, перевёлся в Страсбург, где и получил учёную степень доктора философии; одним из его учителей был Луи Брентано. После завершения обучения в течение двух лет работал практикующим экономистом в банках Берлина и Вены, после чего вернулся в высшее образование в качестве педагога и исследователя. В 1890 году стал помощником Брентано в Лейпцигском университете, в том же году защитил габилитационную диссертацию и совместно с Брентано совершил несколько поездок в Англию для изучения на месте аспектов социальной политики этой страны. После того как Брентано переехал в Мюнхен, Лотц отправился вслед за ним в этот город и в 1893 году стал профессором финансов, статистики и экономики в Мюнхенском университете; специализировался по денежным и банковым вопросам. В 1897 году стал ординарным профессором. В 1935 году вышел в отставку, получив звание почётного профессора, и переехал в Гейдельберг, где провёл остаток своей жизни. Помимо преподавательской и научной деятельности выступал с публичными лекциями по социальной политике, был членом Баварской академии наук и иностранным членом нескольких академий (в том числе Санкт-Петербургской), выступал за распространение образования, давал экономические консультации при формировании Рейхсбанка.
Наиболее известные сочинения: «Geschichte u. Kritik d. deutschen Bankgesetzes» (Лейпциг, 1888); «Technik d. deutschen Emissionsgeschaften» (Лейпциг, 1890); «Die Währungsfrage in Oesterreich-Ungarn» (Лейпциг, 1889), «Ideen d. deutschen Handelspolitik 1860—1891» (Лейпциг, 1892); «Finanzwissenschaft» (1917, переиздано в 1932).